# لینگا (مالزی)
لینگا (به انگلیسی: Lingga) یک شهرک است که در بخش سری امان، ایالت ساراواک، مالزی واقع شده است. این شهرک در مالزی شرقی، به فاصله تقریبی ۵۰ کیلومتر از سمت شمال غربی مرکز قسمت سیمانگانگ قرار دارد. در سال ۲۰۲۰، جمعیت آن ۴٬۰۷۳ نفر بود.

## جغرافی
لینگا در کرانه جنوبی رود لوپار قرار دارد، وفق اینکه رود ستاراپ از میان شهرک می‌گذرد. ارتفاع متوسط آن از سطح دریا، ۳ متر است.